# Quirze (bisbe de Barcelona)
Quirze fou bisbe de Barcelona al segle VII. Noble got subscriví les actes del X Concili de Toledo de 656. Va escriure tres cartes dues a Ildefons de Toledo, i una a Taió bisbe de Saragossa. A la carta a Sant Ildefons fa esment del seu retorn de la ciutat de Toledo: fou escrita després de l'any 658; perquè Ildefons no va començar a governar l'església de Toledo fins a l'any 659. Es conserva també del bisbe Quirze seva carta resposta a Taió bisbe de Saragossa. Nicolás Antonio adverteix que quan Quirze va assistir al concili de Toledo encara no era bisbe sant Ildefons. A instàncies de Quirze el bisbe Taió, el seu amic, escrigué el llibre de les «Sentencias tomadas de San Agustin y de San Gregorio, etc» com també la carta de Taió a Quirze. Va morir pels anys 666. Escrigué un «Himne en alabança de Sta. Eulalia» que es troba al breviari mossàrab.